# Vlădești (gmina w okręgu Ardżesz)
Vlădești – gmina w Rumunii, w okręgu Ardżesz. Obejmuje miejscowości Coteasca, Drăghescu, Putina i Vlădești. W 2011 roku liczyła 3092 mieszkańców.